# Shubhanshu Shukla
Shubhanshu Shukla (ur. 10 października 1985 w Lucknow, Uttar Pradesh) – pilot doświadczalny Indyjskich Sił Powietrznych będący jednym z czterech kandydatów na astronautów, którzy polecą w kosmos w ramach z pierwszych załogowych indyjskich lotów kosmicznych.
W sierpniu 2024 roku Shukla został ogłoszony pilotem misji kosmicznej Axiom Mission 4, zaplanowanej na listopad 2024 roku, która jest organizowana przez prywatną amerykańską firmę Axiom Space.

## Wybór na astronautę
Shukla został włączony do procesu selekcji astronautów w 2019 roku przez Instytut Medycyny Lotniczej, który podlega Indyjskim Siłom Powietrznym. Później został zakwalifikowany do finałowej czwórki astronautów przez Indyjskie Siły Powietrzne oraz i Indyjską Organizację Badań Kosmicznych. W 2020 roku udał się do Rosji na podstawowe szkolenie wraz z pozostałymi trzema wybranymi astronautami. Szkolenie zostało ukończone w 2021 roku, po czym wrócił do Indii i wziął udział w dodatkowym szkoleniu w krajowym Ośrodku Szkolenia Astronautów w Bengaluru.
Jego nazwisko jako członka zespołu astronautów zostało po raz pierwszy oficjalnie ogłoszone publicznie 27 lutego 2024 roku, kiedy premier Indii Narendra Modi ogłosił członków zespołu astronautów, którzy polecą w ramach pierwszej indyjskiej misji kosmicznej z Centrum Kosmicznego Vikrama Sarabhai znajdującego się w Thiruvananthapuram.

## Odznaczenia (lista niepełna)
- Universal Astronaut Insignia za lot orbitalny (nr 634) – Stowarzyszenie Uczestników Lotów Kosmicznych (Association of Space Explorers(inne języki))[5]; 2025[6][7]